# (2933) Amber
(2933) Amber (1983 HN) – planetoida z pasa głównego asteroid okrążająca Słońce w ciągu 4,22 lat w średniej odległości 2,61 j.a. Odkryta 18 kwietnia 1983 roku.